# Военная улица (Екатеринбург)
Вое́нная улица — магистральная улица в жилом районе «Вторчермет» Чкаловского административного района Екатеринбурга.

## История и происхождение названий
Планом Свердловска 1947 года улица фиксируется под своим современным названием на всём своём современном протяжении, застройка по улице имелась на участке между улицами Водонапорной (Титова) и Агрономической. На планах 1939 и 1942 годов улица не показана, хотя с чётной стороны застройка фиксируется (посёлок Мясохладстроя).

## Расположение и благоустройство
Улица проходит с востока на запад между Рижским переулком и Братской улицей. Начинается от пересечения с улицей Титова и заканчивается у места примыкания Дорожной улицы. Пересекается с улицами Агрономической и Патриса Лумумбы. Примыканий других улиц нет.
Протяжённость улицы составляет около 850 метров. Ширина проезжей части — около 8 м (по одной полосе в каждую сторону движения). На протяжении улицы имеется три светофора (на перекрёстках с улицами Титова, Агрономической и Патриса Лумумбы) и один нерегулируемый пешеходный переход (напротив дома № 21). С обеих сторон улица оборудована тротуарами и уличным освещением. Нумерация домов начинается от улицы Титова.

## Примечательные здания и сооружения
- № 20а — детская городская больница № 8.
- №5 — Студенческое общежитие Екатеринбургского Политехникума

## Транспорт
Автомобильное движение на всей протяжённости улицы двустороннее.

### Наземный общественный транспорт
Улица является транспортной магистралью, по которой осуществляется движение нескольких маршрутов маршрутных такси. Ближайшие к началу улицы остановки общественного транспорта — «Титова» и «Завод РТИ», к концу улицы — остановка «Московская».

### Ближайшие станции метро
Действующих станций Екатеринбургского метрополитена поблизости нет. Проведение линий метро в район улицы не запланировано. До ближайшей станции метрополитена — « Ботанической», расположенной в 2,1 км по прямой от начала улицы, можно добраться на трамвайном маршруте № 34 от остановки «Завод РТИ».